# 拉里·豪厄爾
拉里·L·豪厄爾（英語：Larry L. Howell）是一名美國機械工程師，楊百翰大學的教授和副學術副校長（AAVP）。他的研究重點是順應機制，包括摺紙啟發機制、微機電系統、醫療設備、空間機制和可開發機制。豪厄爾也進行了層狀湧現機制和奈米注射的研究。他擁有楊百翰大學機械工程學士學位和普渡大學碩士和博士學位。他的博士導師是被譽為「順應機制之父」的阿肖克·米達（Ashok Midha）。

## 生平
豪厄爾於1994年加入楊百翰大學教師隊伍，2001年至2007年擔任機械工程系系主任，2016年至2019年擔任艾拉·A·富爾頓工程學院副院長。除從事研究工作外，他還自2019年起擔任楊百翰大學副學術副校長。在加入楊百翰大學之前，他是普渡大學的客座教授、美國工程方法公司的有限元素分析師，也是美國空軍F-22猛禽戰鬥機第一架原型機YF-22的設計工程師。他的專利、技術出版物和研究主要集中在順應機制，包括起源啟發機構、太空機構、微機電系統和醫療設備。他的研究得到美國國家科學基金會、空軍科學研究辦公室、美國國家航空暨太空總署、國防部和工業界的資助。他是《順應機制》（Compliant Mechanisms）一書的作者，也是《順應機制手冊》的共同編輯，該書有中英文版本。他的實驗室的工作也曾在PBS的紀錄片節目《新星》和CNN的《科技公益》（Tech for Good）等廣受歡迎的節目中亮相。他的推廣工作包括提供用於3D列印相容機構的文件，以及與馬克·羅伯和德里克·馬勒等在科學、技術和工程領域具有影響力的人士合作。他在楊百翰大學論壇上發表了題為「發明剖析 （页面存档备份，存于）」的演講，並在早些時候發表了楊百翰大學靈修演講 （页面存档备份，存于），這兩場演講均在楊百翰大學電視台播出。
豪厄爾是美國機械工程師學會（ASME）會士、ASME機械裝置和機器人委員會前主席以及《機械設計》雜誌前副主編。他的研究成果曾獲美國國家科學基金會CAREER獎、西奧多·馮·卡門獎金、ASME機械與機器人獎、2015年Vizzies綜合人民選擇獎、ASME機械設計獎以及普渡大學傑出機械工程師（校友獎）等獎項。
豪厄爾來自猶他州北部的一個小城市波蒂奇。年輕時，他曾在芬蘭為耶穌基督後期聖徒教會傳教。

## 外部連結
- Compliant Mechanisms Research Group (compliantmechanisms.byu.edu) （页面存档备份，存于）
- BYU Forum Address "Anatomy of Invention" (byutv.org) （页面存档备份，存于）
- Veritasium: "Why Machines That Bend Are Better" (YouTube.com) （页面存档备份，存于）
- "How Origami is Inspiring Scientific Creativity, with BYU and Origami Artist Robert Lang" (YouTube.com) （页面存档备份，存于）
- "New Devices Morph and Transform - Like Iron Man's Suit" (YouTube.com) （页面存档备份，存于）
- BYU Devotional Address (byutv.org) （页面存档备份，存于）
- "My Journey As a Scholar of Faith" (YouTube.com) （页面存档备份，存于）
- PBS NOVA Origami Revolution (pbs.org/wgbh/nova/physics/origami-revolution.html) （页面存档备份，存于）
- "World's Smallest Nerf Gun Shoots an Ant" (YouTube.com) （页面存档备份，存于） Mark Rober
- "Sending Origami to Space" CNN's Tech for Good （页面存档备份，存于）